# Clã Honda

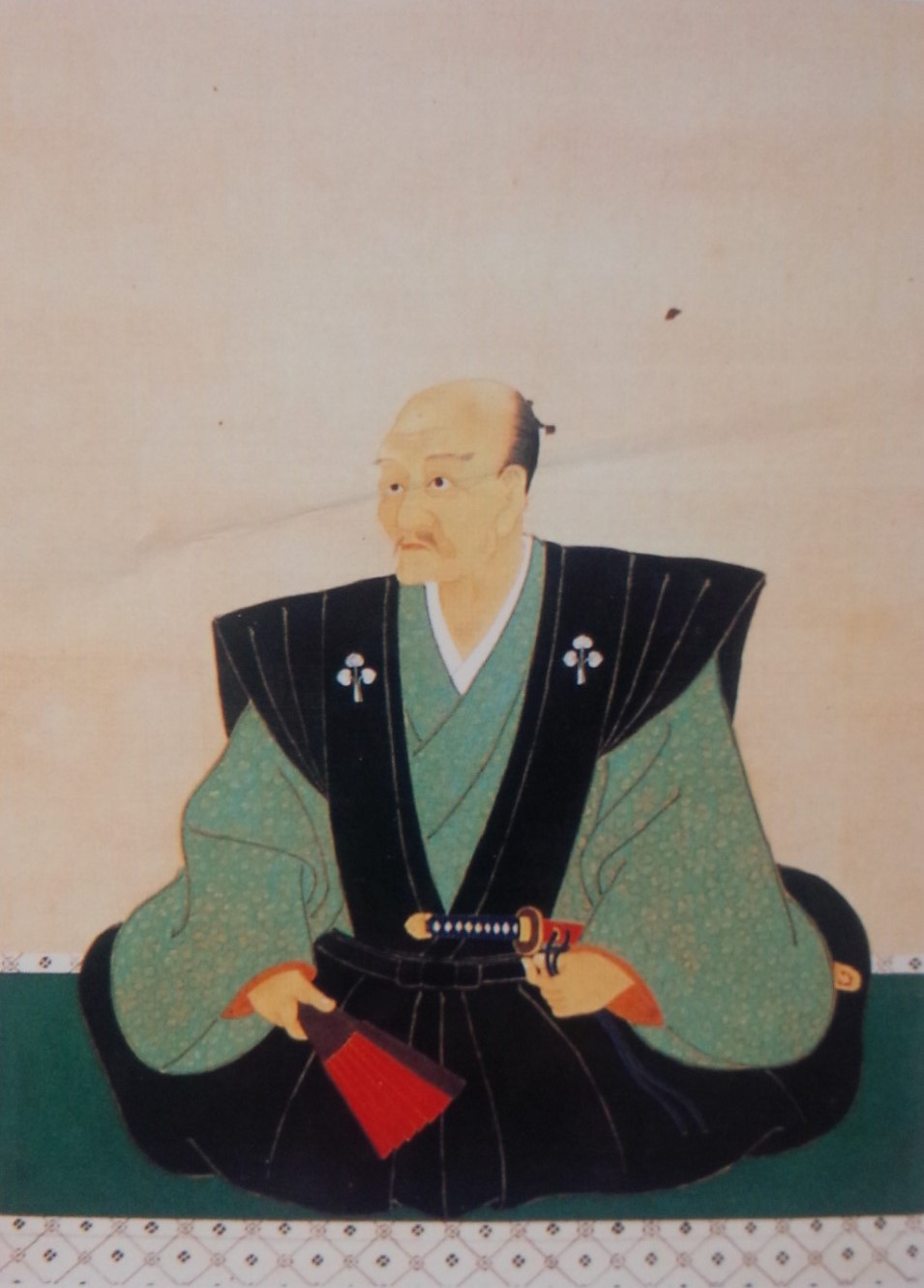
Daimyo do Tokugawa Shogunate (1545 - 1617, 72 anos), um membro do clã Honda.

O clã Honda (本多氏, Honda-shi) foi um clã do Japão que alegou descendência do  nobre medieval Fujiwara no Kanemichi. A família se instalou em Mikawa e serviu ao clã Matsudaira como vassalos; depois, quando o principal ramo da família Matsudaira se tornou o clã Tokugawa, os Honda tiveram um aumento em seu prestígio. O clã inclui treze ramos com estatuto de daimyo, e 45 ramos com estatuto de hatamoto. O membro mais famoso do clã foi o general samurai do século XVI Honda Tadakatsu. Dois dos maiores ramos do clã são aqueles que reclamam descendência de Tadakatsu, ou seu parente próximo Honda Masanobu.